# Polluks (gwiazda)
Polluks (Beta Geminorum, β Gem) – najjaśniejsza gwiazda konstelacji Bliźniąt, 17. pod względem jasności gwiazda nocnego nieba. Jest odległa od Słońca o 33,8 roku świetlnego.

## Nazwa
Nazwy gwiazdozbioru i jego najjaśniejszych dwóch gwiazd pochodzą od Kastora i Polideukesa (Polluksa), bliźniaków w mitologii greckiej i rzymskiej, którzy są symbolem prawdziwej przyjaźni. Były one także identyfikowane z Apollem i Heraklesem – w tym przypadku druga nazwa odpowiada gwieździe Beta Geminorum. Pomimo oznaczenia literą beta w systemie Bayera, Polluks jest jaśniejszy od Kastora. Międzynarodowa Unia Astronomiczna w 2016 roku formalnie zatwierdziła użycie nazwy Polluks dla określenia tej gwiazdy.

## Charakterystyka

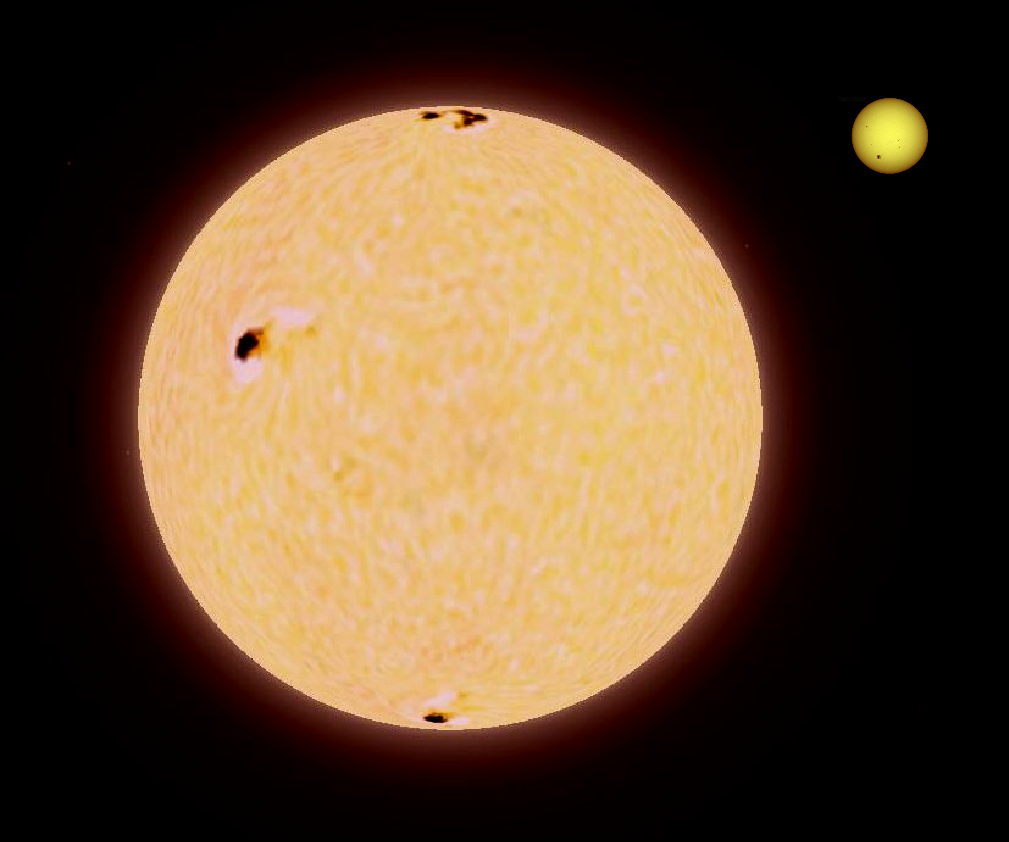
Porównanie rozmiarów Polluksa i Słońca

Polluks jest najbliższym Ziemi olbrzymem, należy do typu widmowego K0. Jego jasność (wliczając emisję w podczerwieni) jest 46 razy większa niż jasność Słońca, ma temperaturę około 4770 kelwinów, niższą niż temperatura fotosfery Słońca. Pomiary średnicy kątowej gwiazdy ukazały, że Polluks ma dziewięciokrotnie większy promień niż Słońce; masa tej gwiazdy to około 1,5 masy Słońca. Polluks jest na etapie ewolucji, w którym w jego jądrze trwa synteza helu w węgiel i tlen. Gwiazda ma gorącą zewnętrzną atmosferę – koronę, przypuszczalnie podobną do korony słonecznej i emituje promieniowanie rentgenowskie.
Polluks ma pięciu optycznych towarzyszy o wielkości obserwowanej od 10,51 do 13,70m; ruch własny tych gwiazd różni się od ruchu Polluksa i ich sąsiedztwo jest tylko przypadkowe.

## Układ planetarny
W 2006 roku ogłoszono odkrycie planety HD 62509 b, później nazwanej Thestias, krążącej wokół Polluksa. Obiekt ten jest planetą-olbrzymem, ma masę ponad dwukrotnie większą od masy Jowisza. Jej okres obiegu jest równy 1,6 roku ziemskiego, krąży ona w średniej odległości 1,7 au po orbicie o mimośrodzie 0,02 ± 0,03.